# Inhalador
Un inhalador és un dispositiu mèdic utilitzat per al lliurament directe de medicaments en els bronquis i pulmons. S'utilitza principalment en el tractament de l'asma i la malaltia pulmonar obstructiva crònica (MPOC).

## Tipus

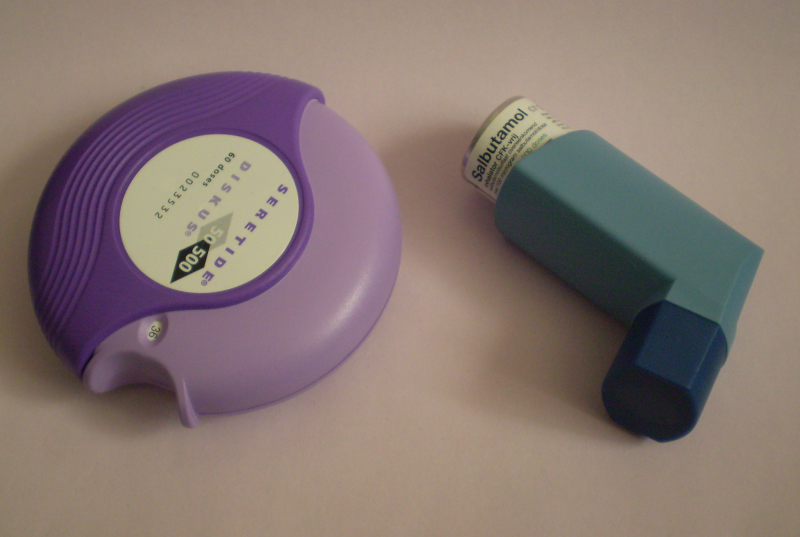
Inhaladors, d'esquerra a dreta: de pols seca, i per propulsió (MDI)

### Inhalador de cartutx pressuritzat
Conegut per l'abreviatura anglesa MDI (Metered-dose inhalers = Inhalador de dosi mesurada), és el tipus més comú d'inhalador, que allibera, mitjançant un propel·lent, una dosi determinada. Es recomana l'ús d'una cambra d'inhalació. Com a propel·lents s'utilitzaven clorofluorocarbonis (CFCs), actualment s'utilitzen hidrofluorocarbonis (HFCs), que no afecten la capa d'ozó.

### Inhalador de pols seca
Conegut per l'abreviatura anglesa DPI (Dry powder inhaler), allibera una dosi determinada de fàrmac, en forma de pols, mitjançant l'aspiració del fàrmac per inspiració pel pacient.

### Nebulitzadors
Els nebulitzadors subministren el medicament en forma d'aerosol creat a partir d'una formulació aquosa.